# Reginald Thynne
Reginald Thomas Thynne (23 décembre 1843 - 30 décembre 1926) est un officier de l'armée britannique qui devint officier général commandant le district nord-est. 

## Biographie
Il naît au presbytère de Walton, Somerset, fils de John Thynne et petit-fils de Thomas Thynne (2e marquis de Bath).
Thynne est nommé enseigne dans les Grenadier Guards le 3 octobre 1862. Après avoir combattu dans la guerre anglo-zouloue en 1879 puis dans la guerre anglo-égyptienne en 1882, il devient commandant du 3e bataillon des Grenadier Guards, puis officier général commandant du district nord-est en 1894 avant de prendre sa retraite en 1902.
Il est nommé chevalier commandeur de l'ordre du bain (KCB) dans la liste des honneurs du couronnement de 1902 publiée le 26 juin 1902.
La fille de Thynne (Katharine) Angela épouse le haut fonctionnaire Vincent Baddeley en 1933.